# Marino (Italia)
Marino es una  comuna y ciudad de la región italiana del Lazio, ubicada en los montes Albanos. Cuenta con una población de 37 684 habitantes y es conocida por su vino blanco y su Fiesta de la Uva, que se celebra desde 1924.

## Geografía
Está ubicada 21 km al sureste de Roma y es la tercera comuna en montes Albanos por población, después de Velletri y Albano Laziale. Con un territorio de 26,10 km², es la cuarta comuna en los montes Albanos por superficie, después de Velletri, Rocca di Papa y Rocca Priora. Limita con las comunas de Castel Gandolfo, Albano Laziale, Rocca di Papa, Grottaferrata y Ciampino. Ciampino fue limítrofe a Marino hasta diciembre de 1974. Su nombre en latín es Marinum Castrimoenium. El topónimo en el dialecto local es Marini.

## Historia

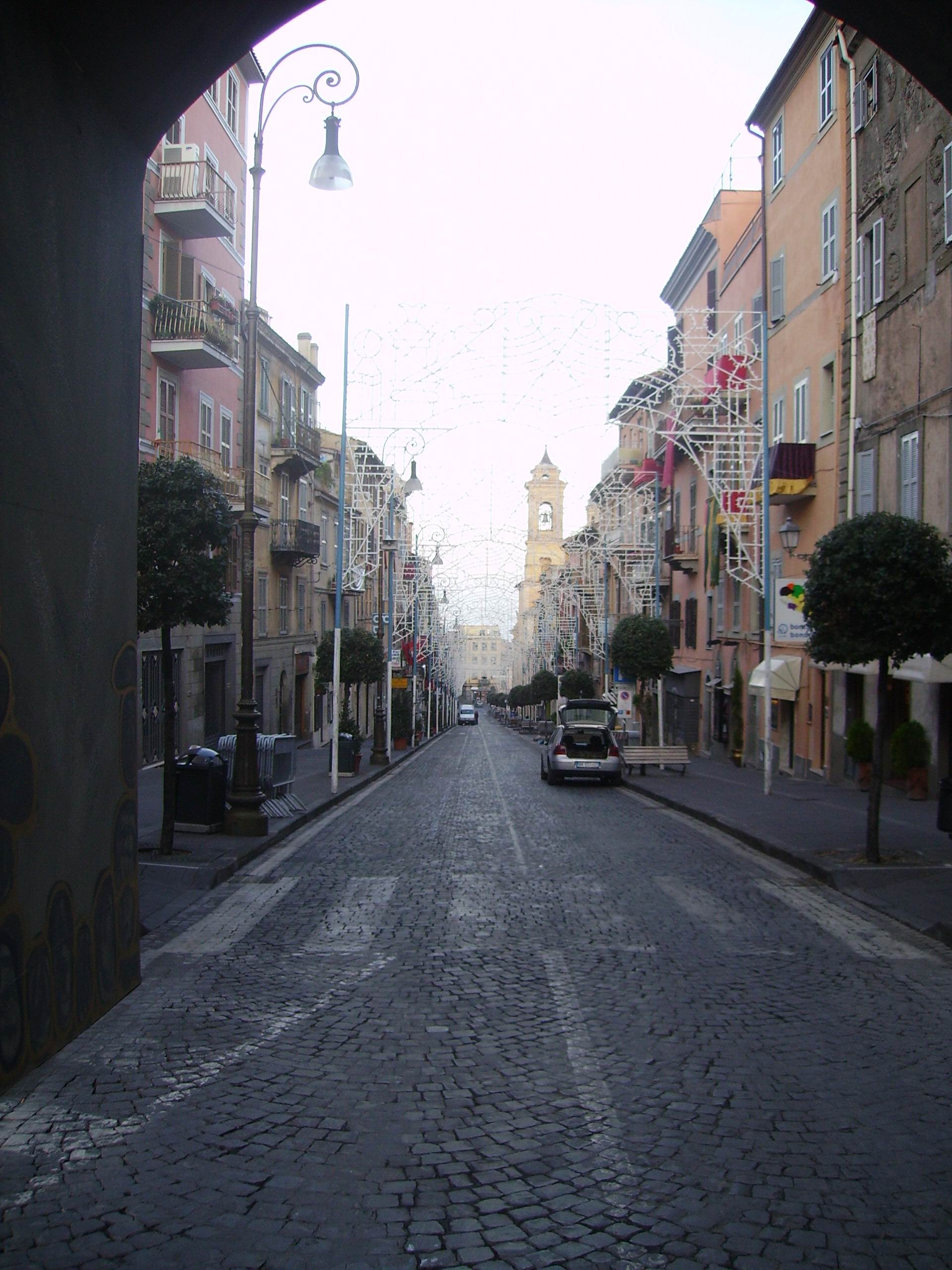
Vista de la Ciudad.

El territorio de Marino estaba habitado por tribus latinas ya en el primer milenio antes de Cristo. Las antiguas ciudades de Bovillae (Frattocchie), Mugilla (Santa Maria delle Mole, una fracción geográfica de la comuna de Marino) y Ferentum (Marino sí mismo) eran parte de la Liga Latina. Bajo la República romana fue un lugar de veraneo para los patricios romanos, que construyeron lujosas villas en la zona para escapar del calor de Roma.
En el año 846 d. C., Bovillae, hasta entonces el establecimiento más grande, fue destruida por los sarracenos y la población se trasladó a la zona de más fácil defensa de Ferentum, que se fortificó con el nuevo nombre de Marino. Desde el 1090 fue un dominio de los condes de Tusculum; más tarde fue un feudo de la familia Frangipane y, desde 1266, de la Casa de Orsini. En 1272 San Buenaventura fundó aquí la primera Confraternitate de Italia.
En 1347 fue sitiada en vano por Cola di Rienzo. Cincuenta años más tarde aquí tuvo lugar la batalla entre el Alberico da Barbiano, que apoyaba a Urbano VI, y las tropas francesas que apoyaban al antipapa Clemente VII. En 1419 fue comprada por los Colonna, quienes la mantuvieron hasta el 1914.
Marino acogió a personajes históricos famosos, desde Carlos VIII de Francia hasta Alfonso II de Este y muchos otros. Vittoria Colonna nació en Marino en 1492 y vivió allí parte de su vida. En 1571, el pueblo de Marino acogió con un triunfo a Marcantonio Colonna, protagonista de la batalla de Lepanto, recordado anualmente con una fiesta. Fue visitado por el aristócrata angloirlandés James Caulfeild, cuarto vizconde Charlemont, en su Gran Tour de mediados del siglo XVIII. Más tarde bautizó su propiedad de Marino como Dublín, y construyó el Casino de Marino en su casa.
Se convirtió en parte de Italia en 1870, con la Toma de Roma.
El 14 de marzo de 1880 se puso en servicio el ferrocarril Roma-Ciampino-Marino. El 1 de abril de 1906, una línea de tranvía eléctrico sustituyó a la anterior. En 1954, la línea de tranvía eléctrico fue sustituida por autobuses.
El 2 de febrero de 1944, durante la Segunda Guerra Mundial, Marino fue fuertemente bombardeado por aviones B-25 de la USAAF de la XII Fuerza Aérea de los Estados Unidos. En abril de 1945, durante la ofensiva de primavera de 1945 en Italia, Marino fue escenario de intensos combates entre las tropas del ejército indio británico y las tropas del Eje que provocaron la destrucción de gran parte de la ciudad.
En 1974, Ciampino se convirtió en una comuna independiente.
En el distrito Due Santi se encuentra el campus romano de la Universidad de Dallas, inaugurado en 1994 y utilizado por sus estudiantes para programas académicos durante todo el año.

## Demografía
| Gráfica de evolución demográfica de Marino entre 1861 y 2001 |
|                                                              |
| Fuente ISTAT - elaboración gráfica de Wikipedia              |

## Lugares de interés

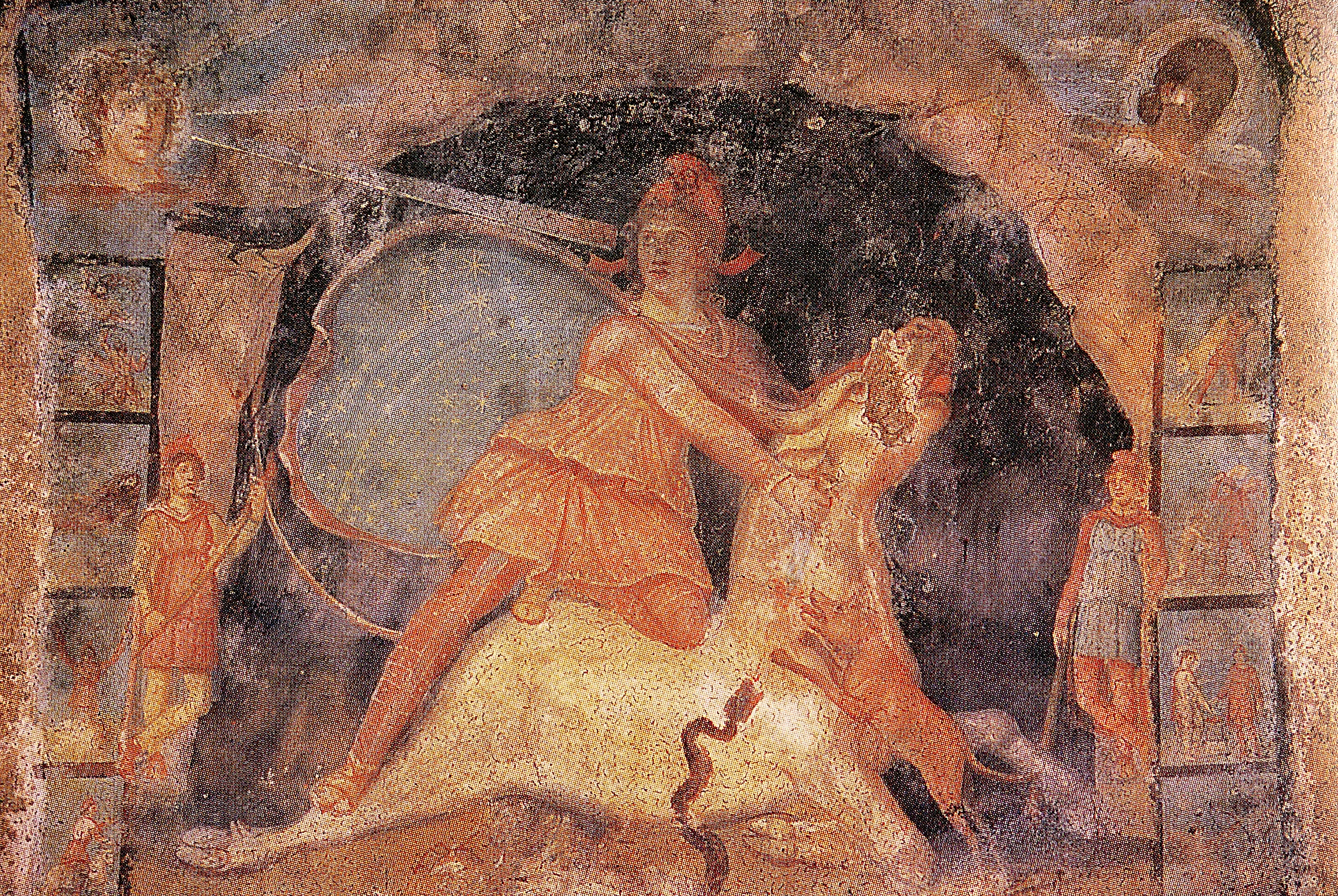
Mitreo de Marino

- Basílica de San Bernabé (siglo XVII). De estilo barroco, cuenta con una imponente fachada de 1653. El interior es de cruz latina con una nave central y dos laterales. Entre otras obras de arte, alberga un Mártir de San Bartolomé, de Guercino, y un busto de San Antonio Abad, de Ercole Ferrata.
- Iglesia de la Santísima Trinidad (1640). Alberga un misterio de la Santísima Trinidad, ahora reconocido como de un discípulo de Guido Reni.
- Santa María de las Gracias. Tiene una sola nave con capillas laterales. Alberga una pintura de San Roch atribuida a Domenichino y, en un nicho en el altar mayor, un fresco atribuido a Benozzo Gozzoli (siglo XV).
- Iglesia del Santísimo Rosario (1713), un notable ejemplo de arte rococó.
- Palacio Colonna (siglo XVI).
- Fuente de los Moros, que representa a los presos de la mencionada batalla de Lepanto.
- Restos de un Mitreo del siglo II d. C., en donde se conserva un fresco que representa al dios Mitra sacrificando a un toro.

## Festival

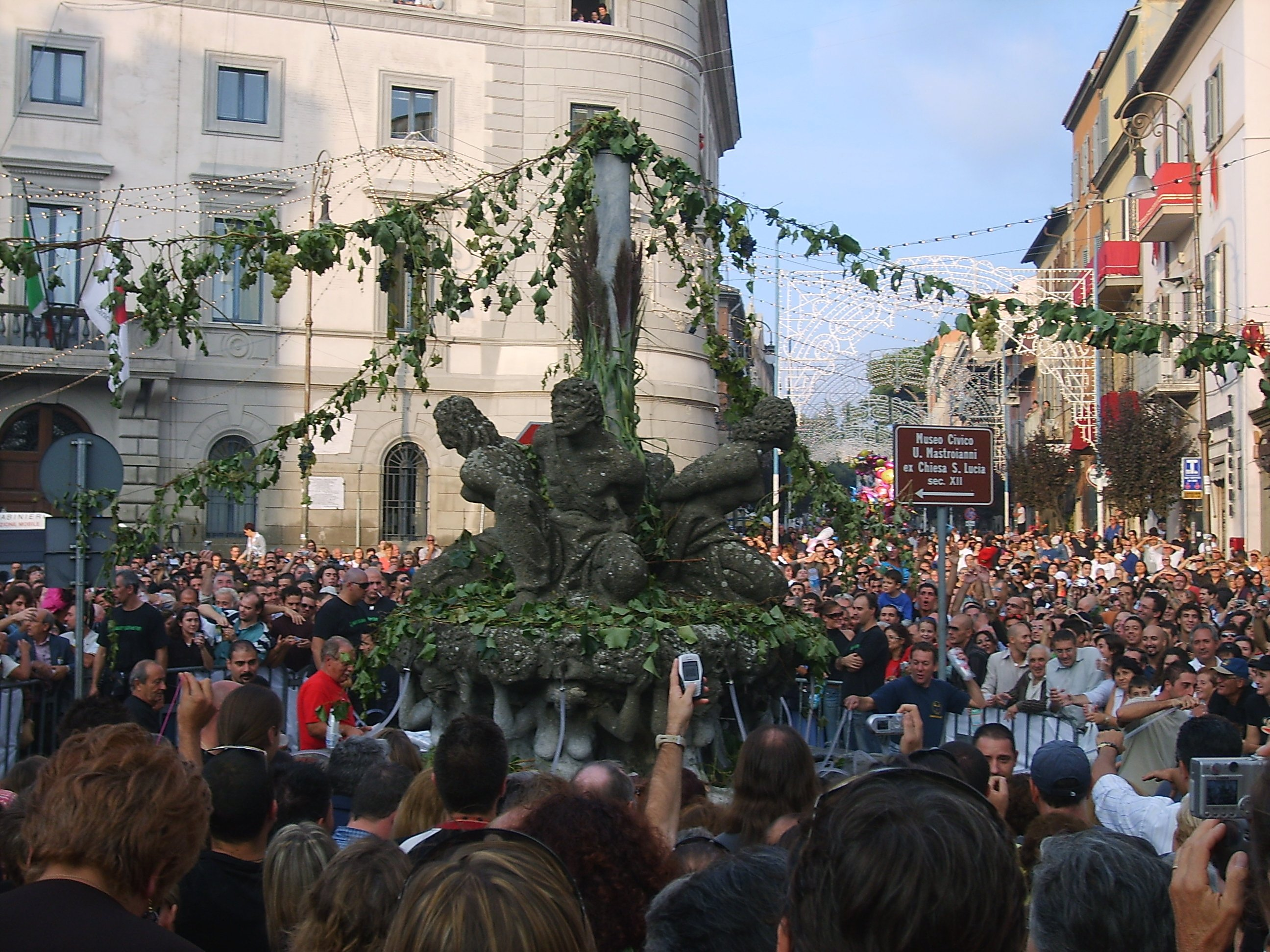
Fuente dando vino.

- Festival de la uva (en italiano, Sagra dell'uva). Se celebra el primer domingo de octubre. Este festival es muy famoso en los alrededores, ya que, durante aproximadamente una hora, algunas de las fuentes de la ciudad derraman vino en lugar de agua, recordando la memoria de la cosecha vieja y el acontecimiento histórico del regreso a Marino de Marco Antonio Colonna con 260 "Marinesi" de la batalla de Lepanto (7 de octubre de 1571).
- Festival de la ciambella al mosto (en italiano, Sagra della ciambella al mosto). Se celebra cada segundo domingo de octubre. La ciambella es un bollo en forma de anillo, hecho con harina, pasas de uva y mosto. Se trata de un producto típico de Marino, que se elabora sólo en el momento de la vendimia, según una receta del siglo XVII.

## Ciudades hermanadas
- Anderlecht (Bélgica)
- Boulogne Billancourt (Francia)
- Hammersmith (Reino Unido)
- Neukölln (Alemania)
- Zaanstad (Holanda)
- Paterna (España)
- Irving (Estados Unidos)
- Nafpaktos (Grecia)

## Personas notables
- Vittoria Colonna, poeta.
- Giacomo Carissimi, músico
- Domenico Pacini, físico.
- Paolo Mercuri
- Giuseppe Ungaretti, poeta.
- Umberto Mastroianni, artista.
- Hans Werner Henze, compositor.